# San Geronimo
San Geronimo és una concentració de població designada pel cens dels Estats Units a l'estat de Califòrnia. Segons el cens del 2000 tenia 436 habitants.

## Demografia
Segons el cens del 2000, San Geronimo tenia 436 habitants, 174 habitatges, i 120 famílies. La densitat de població era de 110,8 habitants/km².
Dels 174 habitatges en un 28,7% hi vivien nens de menys de 18 anys, en un 51,1% hi vivien parelles casades, en un 14,9% dones solteres, i en un 31% no eren unitats familiars. En el 18,4% dels habitatges hi vivien persones soles el 2,9% de les quals corresponia a persones de 65 anys o més que vivien soles. El nombre mitjà de persones vivint en cada habitatge era de 2,47 i el nombre mitjà de persones que vivien en cada família era de 2,7.
Per edats la població es repartia de la següent manera: un 17,9% tenia menys de 18 anys, un 6,9% entre 18 i 24, un 26,8% entre 25 i 44, un 39,4% de 45 a 60 i un 8,9% 65 anys o més.
L'edat mitjana aritmètica era de 44 anys. Per cada 100 dones de 18 o més anys hi havia 96,7 homes.
La renda mitjana per habitatge era de 58.542 $ i la renda mitjana per família de 60.875 $. Els homes tenien una renda mitjana de 70.536 $ mentre que les dones 32.292 $. La renda per capita de la població era de 31.960 $. Entorn del 9,9% de les famílies i el 10,4% de la població estaven per davall del llindar de pobresa.

## Poblacions més properes
El següent diagrama mostra les poblacions més properes.